# 400 mètres féminin aux Jeux olympiques d'été de 2024
Pour des articles plus généraux, voir Athlétisme aux Jeux olympiques d'été de 2024 et 400 mètres aux Jeux olympiques.
Navigation
Tokyo 2020 Los Angeles 2028
L'épreuve du 400 mètres féminin aux Jeux olympiques de 2024 se déroule du 5 au 9 août 2024 au Stade de France, au nord de Paris, en France.

## Records
Avant cette compétition, les records dans cette discipline étaient les suivants : 
| Record du monde  | Marita Koch (GDR)      | 47 s 60 | Canberra | 6 octobre 1985  |
| Record olympique | Marie-José Pérec (FRA) | 48 s 25 | Atlanta  | 29 juillet 1996 |

Au cours de la compétition, le record suivant a été établi : 
| Record olympique | Marileidy Paulino (DOM) | 48 s 17 | Paris, France | 9 août 2024 |

## Programme
| Date            | Horaire | Manche       |
| --------------- | ------- | ------------ |
| Lundi 5 août    | 10 h 00 | Premier tour |
| Mardi 6 août    | 10 h 00 | Repêchage    |
| Mercredi 7 août | 18 h 30 | Demi-finale  |
| Vendredi 9 août | 19 h 00 | Finale       |

## Médaillées
| Or                      | Argent                | Bronze                  |
| Marileidy Paulino (DOM) | Salwa Eid Naser (BRN) | Natalia Kaczmarek (POL) |

## Résultats

### Premier tour
Les 3 premières de chaque série (Q) se qualifient pour les demi-finales, les autres vont en repêchage (hors DNS, DNF, DQ). 
| Rang | Couloir | Athlète                   | Pays       | Temps   | Notes |
| ---- | ------- | ------------------------- | ---------- | ------- | ----- |
| 1    | 3       | Salwa Eid Naser           | Bahreïn    | 49 s 91 | Q     |
| 2    | 8       | Stacey-Ann Williams       | Jamaïque   | 50 s 16 | SB Q  |
| 3    | 4       | Andrea Miklós             | Roumanie   | 50 s 54 | PB Q  |
| 4    | 2       | Gabby Scott               | Porto Rico | 50 s 74 | NR    |
| 5    | 5       | Kendall Ellis             | États-Unis | 51 s 16 |       |
| 6    | 6       | Sophie Becker             | Irlande    | 51 s 84 |       |
| 7    | 9       | Tereza Petržilková        | Tchéquie   | 51 s 92 |       |
| 8    | 7       | Modesta Justė Morauskaitė | Lituanie   | 52 s 00 | SB    |

| Rang | Couloir | Athlète                | Pays            | Temps   | Notes |
| ---- | ------- | ---------------------- | --------------- | ------- | ----- |
| 1    | 8       | Nickisha Pryce         | Jamaïque        | 50 s 02 | Q     |
| 2    | 7       | Laviai Nielsen         | Grande-Bretagne | 50 s 36 | Q     |
| 3    | 2       | Henriette Jæger        | Norvège         | 50 s 39 | Q     |
| 4    | 4       | Justyna Święty-Ersetic | Pologne         | 50 s 95 | SB    |
| 5    | 6       | Ellie Beer             | Australie       | 51 s 47 | PB    |
| 6    | 5       | Lina Licona            | Colombie        | 51 s 85 |       |
| 7    | 3       | Zoe Sherar             | Canada          | 51 s 97 |       |

| Rang | Couloir | Athlète          | Pays            | Temps   | Notes |
| ---- | ------- | ---------------- | --------------- | ------- | ----- |
| 1    | 8       | Amber Anning     | Grande-Bretagne | 49 s 68 | Q     |
| 2    | 2       | Lieke Klaver     | Pays-Bas        | 49 s 96 | Q     |
| 3    | 6       | Paola Morán      | Mexique         | 51 s 04 | Q     |
| 4    | 9       | Martina Weil     | Chili           | 51 s 15 |       |
| 5    | 7       | Alice Mangione   | Italie          | 51 s 60 |       |
| 6    | 3       | Ella Onojuvwevwo | Nigeria         | 51 s 65 |       |
| 7    | 4       | Tiffani Marinho  | Brésil          | 52 s 62 |       |
| 8    | 5       | Cátia Azevedo    | Portugal        | 52 s 73 |       |

| Rang | Couloir | Athlète             | Pays            | Temps         | Notes |
| ---- | ------- | ------------------- | --------------- | ------------- | ----- |
| 1    | 4       | Natalia Kaczmarek   | Pologne         | 49 s 98       | Q     |
| 2    | 9       | Roxana Gómez        | Cuba            | 50 s 38       | SB Q  |
| 3    | 5       | Sada Williams       | Barbade         | 50 s 45       | Q     |
| 4    | 6       | Victoria Ohuruogu   | Grande-Bretagne | 50 s 93       |       |
| 5    | 3       | Gunta Vaičule       | Lettonie        | 51 s 13       |       |
| 6    | 2       | Helena Ponette      | Belgique        | 51 s 75       |       |
| 7    | 7       | Shaunae Miller-Uibo | Bahamas         | 2 min 22 s 29 |       |
|      | 8       | Esther Elo Joseph   | Nigeria         | DQ            |       |

| Rang | Couloir | Athlète              | Pays                   | Temps   | Notes |
| ---- | ------- | -------------------- | ---------------------- | ------- | ----- |
| 1    | 5       | Marileidy Paulino    | République dominicaine | 49 s 42 | Q     |
| 2    | 7       | Aaliyah Butler       | États-Unis             | 50 s 52 | Q     |
| 3    | 6       | Susanne Gogl-Walli   | Autriche               | 50 s 67 | PB Q  |
| 4    | 8       | Sharlene Mawdsley    | Irlande                | 50 s 71 | PB    |
| 5    | 4       | Aliyah Abrams        | Guyana                 | 51 s 55 | SB    |
| 6    | 9       | Lurdes Gloria Manuel | Tchéquie               | 52 s 20 |       |
| 7    | 2       | Kiran Pahal          | Inde                   | 52 s 51 |       |
| 8    | 3       | Cynthia Bolingo      | Belgique               | 52 s 77 | SB    |

| Rang | Couloir | Athlète           | Pays           | Temps   | Notes |
| ---- | ------- | ----------------- | -------------- | ------- | ----- |
| 1    | 5       | Rhasidat Adeleke  | Irlande        | 50 s 09 | Q     |
| 2    | 7       | Alexis Holmes     | États-Unis     | 50 s 35 | Q     |
| 3    | 8       | Junelle Bromfield | Jamaïque       | 51 s 36 | Q     |
| 4    | 2       | Miranda Coetzee   | Afrique du Sud | 51 s 58 |       |
| 5    | 6       | Lada Vondrová     | Tchéquie       | 51 s 80 |       |
| 6    | 3       | Lauren Gale       | Canada         | 53 s 13 |       |
| 7    | 4       | Evelis Aguilar    | Colombie       | 53 s 86 |       |
|      | 9       | Nicole Caicedo    | Équateur       | DQ      |       |

### Repêchage
La première de chaque série (Q) et les 2 meilleurs temps (q) se qualifient pour les demi-finales. 
| Rang | Couloir | Athlète                | Pays     | Temps   | Notes |
| ---- | ------- | ---------------------- | -------- | ------- | ----- |
| 1    | 5       | Ella Onojuvwevwo       | Nigeria  | 50 s 59 | Q     |
| 2    | 4       | Justyna Święty-Ersetic | Pologne  | 50 s 89 | SB    |
| 3    | 3       | Sharlene Mawdsley      | Irlande  | 51 s 18 |       |
| 4    | 7       | Tereza Petržilková     | Tchéquie | 51 s 46 | SB    |
| 5    | 8       | Aliyah Abrams          | Guyana   | 51 s 84 |       |
| 6    | 6       | Kiran Pahal            | Inde     | 52 s 59 |       |

| Rang | Couloir | Athlète                   | Pays           | Temps   | Notes |
| ---- | ------- | ------------------------- | -------------- | ------- | ----- |
| 1    | 4       | Gabby Scott               | Porto Rico     | 50 s 52 | NR Q  |
| 2    | 8       | Miranda Coetzee           | Afrique du Sud | 50 s 66 | PB q  |
| 3    | 5       | Lurdes Gloria Manuel      | Tchéquie       | 50 s 81 | q     |
| 4    | 6       | Modesta Justė Morauskaitė | Lituanie       | 51 s 33 | SB    |
| 5    | 7       | Helena Ponette            | Belgique       | 51 s 46 |       |
| 6    | 3       | Martina Weil              | Chili          | 51 s 79 |       |
| 7    | 2       | Shaunae Miller-Uibo       | Bahamas        | 53 s 50 |       |

| Rang | Couloir | Athlète           | Pays            | Temps   | Notes |
| ---- | ------- | ----------------- | --------------- | ------- | ----- |
| 1    | 8       | Victoria Ohuruogu | Grande-Bretagne | 50 s 59 | SB Q  |
| 2    | 2       | Gunta Vaičule     | Lettonie        | 50 s 93 |       |
| 3    | 6       | Alice Mangione    | Italie          | 51 s 07 | PB    |
| 4    | 4       | Ellie Beer        | Australie       | 51 s 65 |       |
| 5    | 5       | Cátia Azevedo     | Portugal        | 52 s 04 | SB    |
| 6    | 3       | Lauren Gale       | Canada          | 52 s 68 |       |
| 7    | 7       | Evelis Aguilar    | Colombie        | 52 s 86 | SB    |

| Rang | Couloir | Athlète         | Pays       | Temps   | Notes |
| ---- | ------- | --------------- | ---------- | ------- | ----- |
| 1    | 8       | Kendall Ellis   | États-Unis | 50 s 44 | Q     |
| 2    | 6       | Sophie Becker   | Irlande    | 51 s 28 |       |
| 3    | 7       | Zoe Sherar      | Canada     | 51 s 43 |       |
| 4    | 4       | Lina Licona     | Colombie   | 51 s 90 |       |
| 5    | 5       | Lada Vondrová   | Tchéquie   | 52 s 15 |       |
| 6    | 2       | Tiffani Marinho | Brésil     | 52 s 32 |       |
|      | 3       | Cynthia Bolingo | Belgique   | DNS     |       |

### Demi-finales
Les 2 premières de chaque série sont qualifiés directement (Q) pour la finale, ainsi que les deux meilleurs temps (q), hors places 1 et 2.
| Rang | Couloir | Athlète           | Pays            | Temps   | Notes |
| ---- | ------- | ----------------- | --------------- | ------- | ----- |
| 1    | 7       | Salwa Eid Naser   | Bahreïn         | 49 s 08 | SB Q  |
| 2    | 8       | Rhasidat Adeleke  | Irlande         | 49 s 95 | Q     |
| 3    | 4       | Henriette Jæger   | Norvège         | 50 s 17 | q     |
| 4    | 6       | Lieke Klaver      | Pays-Bas        | 50 s 44 |       |
| 5    | 3       | Victoria Ohuruogu | Grande-Bretagne | 51 s 14 |       |
| 6    | 5       | Aaliyah Butler    | États-Unis      | 51 s 18 |       |
| 7    | 2       | Gabby Scott       | Porto Rico      | 51 s 22 |       |
| 8    | 9       | Junelle Bromfield | Jamaïque        | 51 s 93 |       |

| Rang | Couloir | Athlète              | Pays                   | Temps   | Notes |
| ---- | ------- | -------------------- | ---------------------- | ------- | ----- |
| 1    | 6       | Marileidy Paulino    | République dominicaine | 49 s 21 | Q     |
| 2    | 5       | Alexis Holmes        | États-Unis             | 50 s 00 | Q     |
| 3    | 7       | Laviai Nielsen       | Grande-Bretagne        | 50 s 69 |       |
| 4    | 8       | Nickisha Pryce       | Jamaïque               | 50 s 77 |       |
| 5    | 9       | Andrea Miklós        | Roumanie               | 50 s 78 |       |
| 6    | 3       | Ella Onojuvwevwo     | Nigeria                | 51 s 05 |       |
| 7    | 4       | Susanne Gogl-Walli   | Autriche               | 51 s 17 |       |
| 8    | 2       | Lurdes Gloria Manuel | Tchéquie               | 51 s 42 |       |

| Rang | Couloir | Athlète             | Pays            | Temps   | Notes |
| ---- | ------- | ------------------- | --------------- | ------- | ----- |
| 1    | 7       | Natalia Kaczmarek   | Pologne         | 49 s 45 | Q     |
| 2    | 6       | Amber Anning        | Grande-Bretagne | 49 s 47 | PB Q  |
| 3    | 4       | Sada Williams       | Barbade         | 49 s 89 | q     |
| 4    | 2       | Kendall Ellis       | États-Unis      | 50 s 40 |       |
| 5    | 5       | Roxana Gómez        | Cuba            | 50 s 48 |       |
| 6    | 9       | Paola Morán         | Mexique         | 50 s 73 |       |
| 7    | 8       | Stacey-Ann Williams | Jamaïque        | 50 s 79 |       |
| 8    | 3       | Miranda Coetzee     | Afrique du Sud  | 51 s 60 |       |

### Finale
| Rang                                | Couloir | Athlète           | Pays                   | Temps   | Notes |
| ----------------------------------- | ------- | ----------------- | ---------------------- | ------- | ----- |
| Médaille d'or, Jeux olympiques      | 6       | Marileidy Paulino | République dominicaine | 48 s 17 | OR    |
| Médaille d'argent, Jeux olympiques  | 8       | Salwa Eid Naser   | Bahreïn                | 48 s 53 | SB    |
| Médaille de bronze, Jeux olympiques | 7       | Natalia Kaczmarek | Pologne                | 48 s 98 |       |
| 4                                   | 4       | Rhasidat Adeleke  | Irlande                | 49 s 28 |       |
| 5                                   | 5       | Amber Anning      | Grande-Bretagne        | 49 s 29 | NR    |
| 6                                   | 9       | Alexis Holmes     | États-Unis             | 49 s 77 | PB    |
| 7                                   | 2       | Sada Williams     | Barbade                | 49 s 83 |       |
| 8                                   | 3       | Henriette Jæger   | Norvège                | 49 s 96 |       |

## Légende
Records et Performances
- AR : Record continental (area record)
- CR : Record des championnats (championship record)
- MR : Record du meeting (meet record)
- NR : Record national (national record)
- OR : Record olympique (olympic record)
- PR : Record paralympique (paralympic record)
- PB : Record personnel (personal best)
- SB : Meilleure performance personnelle de la saison (season's best)
- WL : Meilleure performance mondiale de l'année (world leader)
- WJR : Record du monde junior (world junior record)
- WR : Record du monde (world record)

Circonstances et Conditions
- DNF : N'a pas terminé (did not finish)
- DNS : N'a pas pris le départ (did not start)
- DQ : Disqualification (disqualification)
- NM : Aucun essai valable enregistré (No Mark)
- Q : Qualifié « directement » au prochain tour (ou à la prochaine compétition), lors d'une compétition majeure, grâce au classement ou à la réalisation des minima (automatic qualifier)
- q : Qualifié au prochain tour (ou à la prochaine compétition), lors d'une compétition majeure, grâce au repêchage ou à la réalisation de l'une des meilleures performances parmi celles des « non qualifiés directement » (grâce au meilleur temps ou à la meilleure distance par exemple) (secondary qualifier)